# クサガメ
クサガメ（草亀・臭亀、Mauremys reevesii）は、爬虫綱カメ目イシガメ科イシガメ属に分類されるカメ。別名リーブスクサガメ、キンセンガメ(金線亀）。現代では幼体はゼニガメ（銭亀）とも称して売られる。

## 分布
大韓民国、中国本土（東部から南東部にかけて、香港）。日本（北海道南西部、本州、四国、九州、佐渡島、淡路島、壱岐、隠岐、対馬、五島列島、奄美大島、沖縄島、久米島、諏訪之瀬島など）、台湾に移入。
模式標本の産地（模式産地）は中華人民共和国。

## 形態
最大甲長30センチメートル。オスよりもメスの方が大型になり、オスは最大甲長19.9センチメートル（正確な計測値がないが日本で甲長21センチメートルの発見例もあり）。日本の個体群は大型になるとされ、中華人民共和国の個体群はメスの最大甲長23.6センチメートル、オスの最大甲長14.6センチメートル。背甲はやや扁平で、上から見るとやや細長く角張った楕円形や俵型で、後縁は滑らか。椎甲板と肋甲板に計3本の筋状の隆起（キール）があり、特に椎甲板のキールは顕著。背甲の色彩は主に褐色、灰褐色、暗褐色、黒。左右の喉甲板の間と左右の肛甲板の間に切れこみが入らない。背甲と腹甲の継ぎ目（橋）や腹甲の色彩は暗褐色や黒で、シーム周辺は薄灰褐色や黄褐色、薄黄緑色。第十二縁甲板は分かれる。
甲羅は、中央板5枚・中央側板4対・縁板11対・臀骨板1対・頂骨板1枚・腹甲12枚より成る。
頭部はオリーブ色を呈し、やや大型か非常に大型で、大型個体（特に老齢のメス）では頭部が巨大化（巨頭化）する個体もいる。吻端はやや突出し、上顎の先端は鉤状に尖ったり凹むことはない。咬合面は幅広いが、稜や突起はない。後頭部は細かい鱗で被われる。頭部の色彩は暗褐色や濃灰褐色、褐色、黒で、黄色や薄黄緑色の不規則な斑紋や斑点が入る。
若齢個体は背甲のシームが黄色い個体が多く、別名キンセンガメの由来になっている。

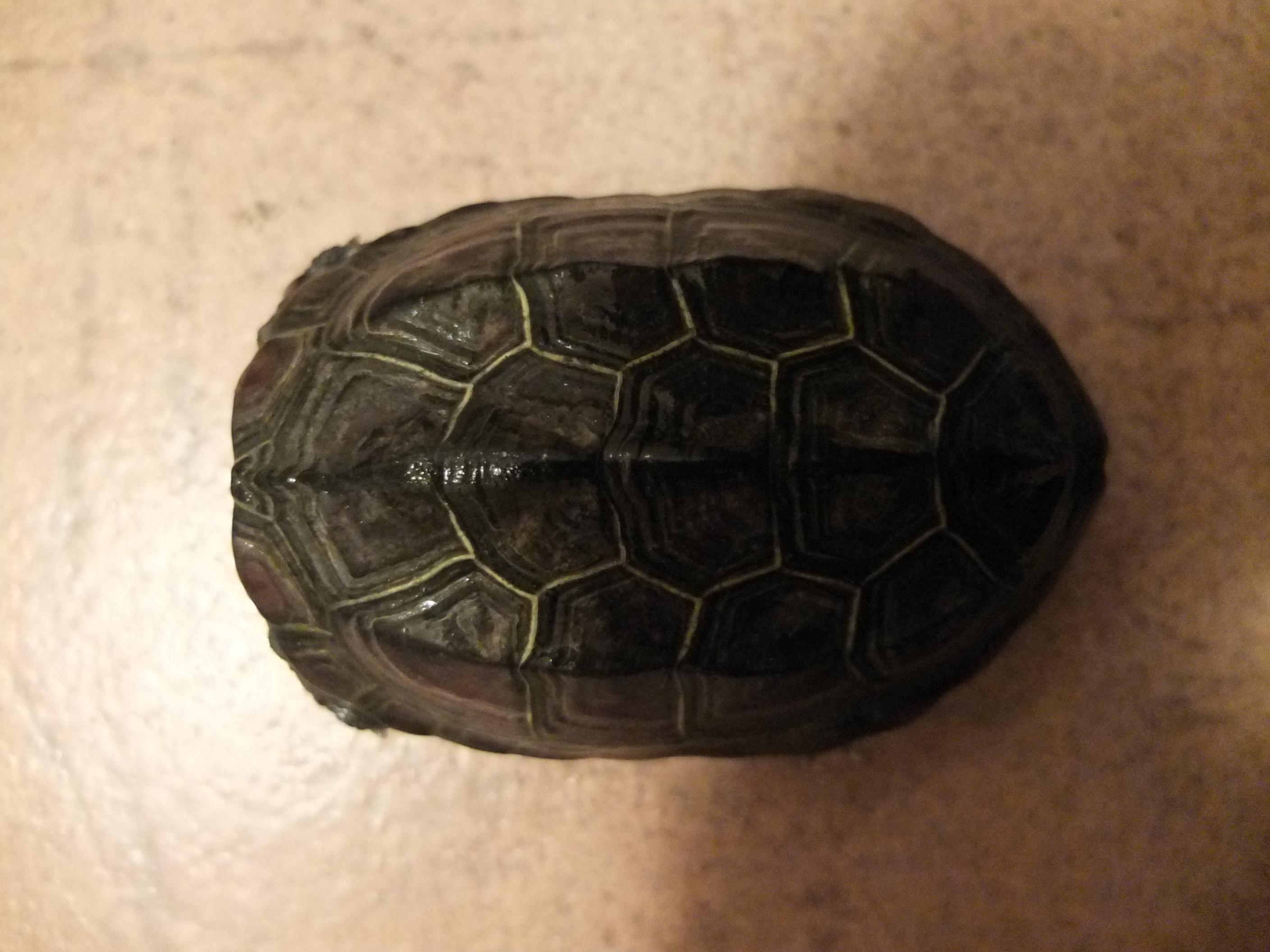
クサガメの若齢個体(亜成体)の甲羅。3つずつ筋状の隆起（キール）が見られ、背甲のシームが黄色い。

オスの成体は虹彩も含めた全身が黒化（メラニスティック）し、斑紋が消失する。メスも成長に伴い体色が暗くなるが、斑紋が消失することはまれ。

## 分類
種小名 reevesii は模式標本となった個体を入手したジョン・リーヴスへの献名で、英名と同義。
旧和名はヤマガメだったが、1934年に中村健児が発表した論文から和名としてクサガメが用いられるようになった。この論文内で本種が特徴的な悪臭を発するとしていること、本種の中国語名に臭青亀があること、「草亀」は本種だけでなく主にハナガメを指す中国語名であることから、本種の漢字表記を「臭亀」とする説もある。
カントンクサガメとクサガメ属を構成していたが、核DNAおよびミトコンドリアDNA、短鎖散在反復配列（SINE法）による分子系統学的解析からニホンイシガメやハナガメ属と単系統群を形成すると推定されハナガメ属に含める説もあった。
巨頭化する個体をオオアタマクサガメM. megalochephalaとする説もあった。一方でミトコンドリアDNAの分子系統学的解析では通常の個体と巨頭化した個体に遺伝的差異は無く、単なる個体変異か多型とされる本種のシノニムである。

## 生態
泳ぎはやや不得手で、流れの緩やかな河川、湖、池沼、湿原、水たまり、水田などに生息する。昼行性だが、夏季は薄明薄暮性、夜行性傾向が強くなる個体もいる。日光浴を行うことを好む。陸づたいに水場を移動する個体もいる。
食性は雑食。大型個体は貝類や大型の甲殻類も噛み砕いて食べる。主に水中で採食を行う。冬眠する。
繁殖形態は卵生。オスは水中でメスの吻端に頭部や前肢を擦りよせるような行動で求愛し、メスが動きを止めオスを受け入れると交尾する。水辺から離れた地面を掘り、日本では6-8月に1回に1-14個の卵を1-3回に分けて産む。卵は2か月で孵化する。幼体は夏季から初秋にかけて地表に現れる個体もいるが、多くの幼体は孵化後に地中で越冬し翌年の春季に地表へ現れる。
四肢の付け根に臭腺を持ち、外敵に襲われた際には悪臭を発する。ただし、飼育個体はこれを発しないことが多いという。

## 人間との関係

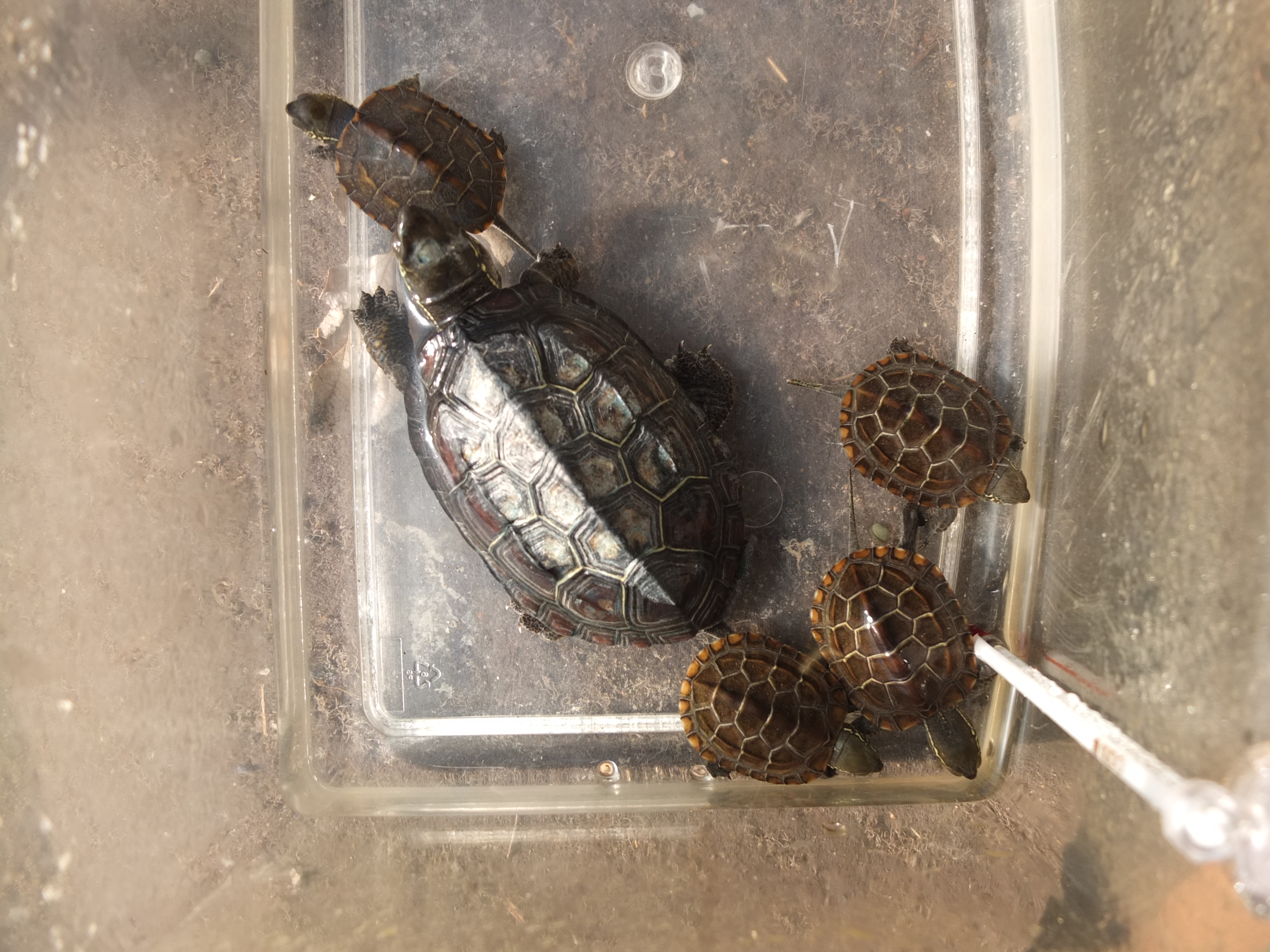
甲長3-5cm程のクサガメの子。

開発による生息地の破壊や水質汚染、食用や薬用、ペット用の乱獲などにより生息数は激減している。大韓民国、中華人民共和国、台湾では保護の対象とされている。日本では生息数が多いと考えられているが、それらは多くが日本国外から移入された個体もしくはそれらの個体による遺伝子汚染を受けている可能性がある。
日本の個体群に関しては、化石の発見例がないことや、最も古い文献でも200年前に登場し江戸時代中期以前には本種に関する確実な記録がないこと、さらに江戸時代や明治時代では希少で西日本や南日本にのみ分布するという記録があることなどから、朝鮮半島から人為的に移入されたと推定されている。台湾の個体群も中国本土の個体群と遺伝的差異がないため、人為的に移入されたと考えられている。日本の19地点、132個体のミトコンドリアDNAに基づく分子系統学的解析では、日本の個体群は3つの系統に分かれ大半を占める系統が大韓民国の個体群と遺伝的差異がないか、ほぼないという解析結果が得られた。千葉県や九州の個体群では台湾の個体群とほぼ遺伝的差異がない系統が多く、近年になってから中国本土から人為的に移入された個体が多くを占めていると考えられている。北海道や南西諸島でも後に人為的移入・定着している。
ペットとして飼育されることもあり、日本にも輸入されている。日本国内の野生個体および飼育下繁殖個体、中国本土からの飼育下繁殖個体が流通する。中国本土産の個体が「キンセンガメ」として販売されたこともあった（背甲のシームが黄色いのは地域に関係のない個体変異で、中国本土産固有の特徴ではない）。1990年代以降は主に中国本土から孵化直後の養殖個体が「ゼニガメ（銭亀）」の商品名で多く流通しているが、日本産の個体を元に養殖された可能性もある。ニホンイシガメとの種間雑種は関西地方や中国地方の一部では「ウンキュウ」や「イシクサガメ」等と呼称され、この流通名で販売されることもある。こういった種間雑種は2種の特徴を併せ持つことが多く、また繁殖能力を持つという。
メスは比較的大型になるため、大型のケージが用意できない場合は一般家庭での飼育には向かない。アクアリウムで飼育される。幼体は皮膚が弱いため注意が必要。本種に限らないがイシガメ科の他種と種間雑種を形成する可能性があるため、他種との雑居飼育は薦められない。餌には専用のペレットや野菜、小魚を与える。
南方熊楠は、生前、多数の亀を飼育していたことで知られる。その中には、「お花」（甲長25cm）、「お菊」（甲長23cm）、「太郎」（甲長18cm）と名付けられたクサガメも混じっていたという。この3匹の正確な年齢は不明だが、60〜100歳、ないしはそれ以上であったとする説もある。

## ギャラリー

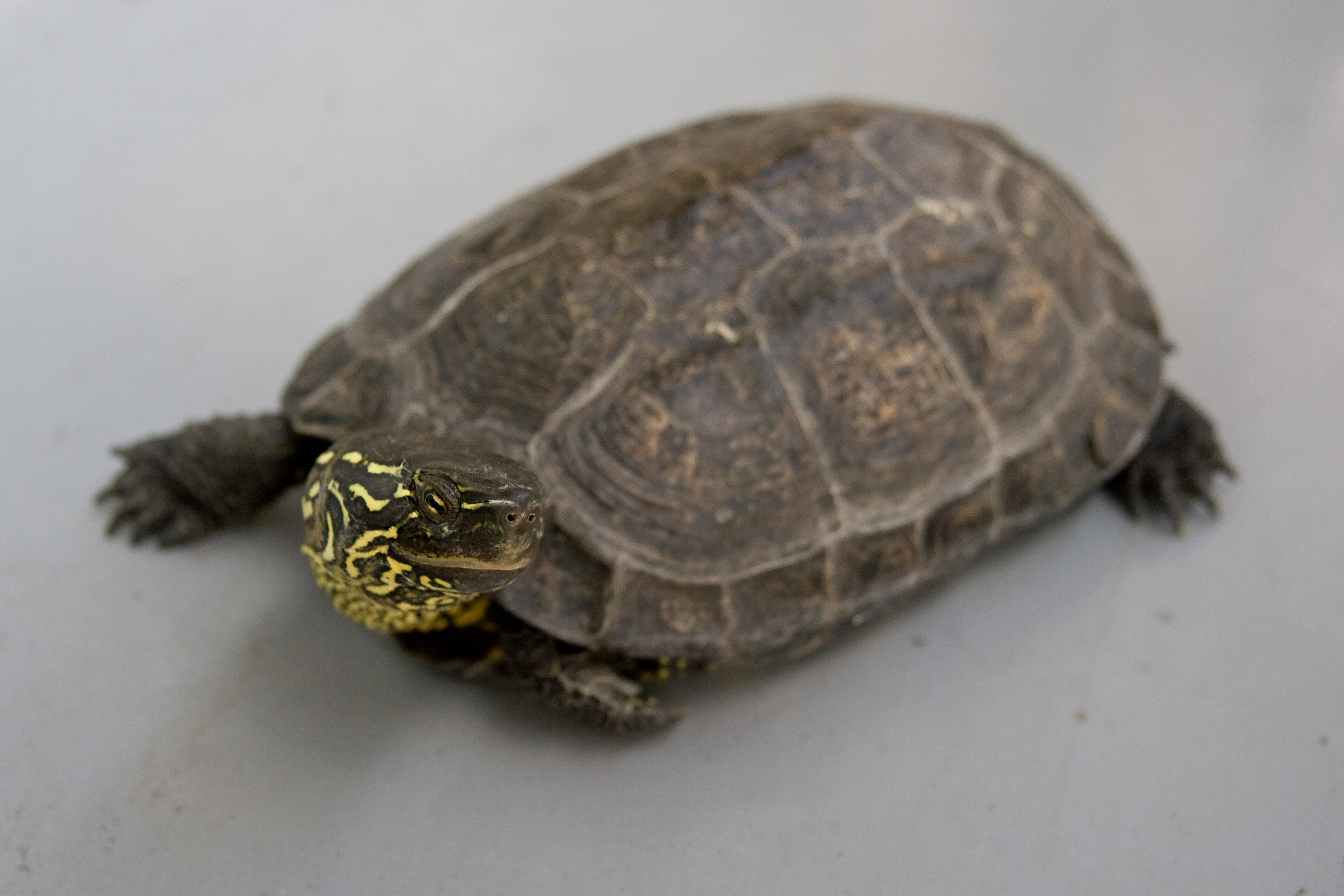
成体
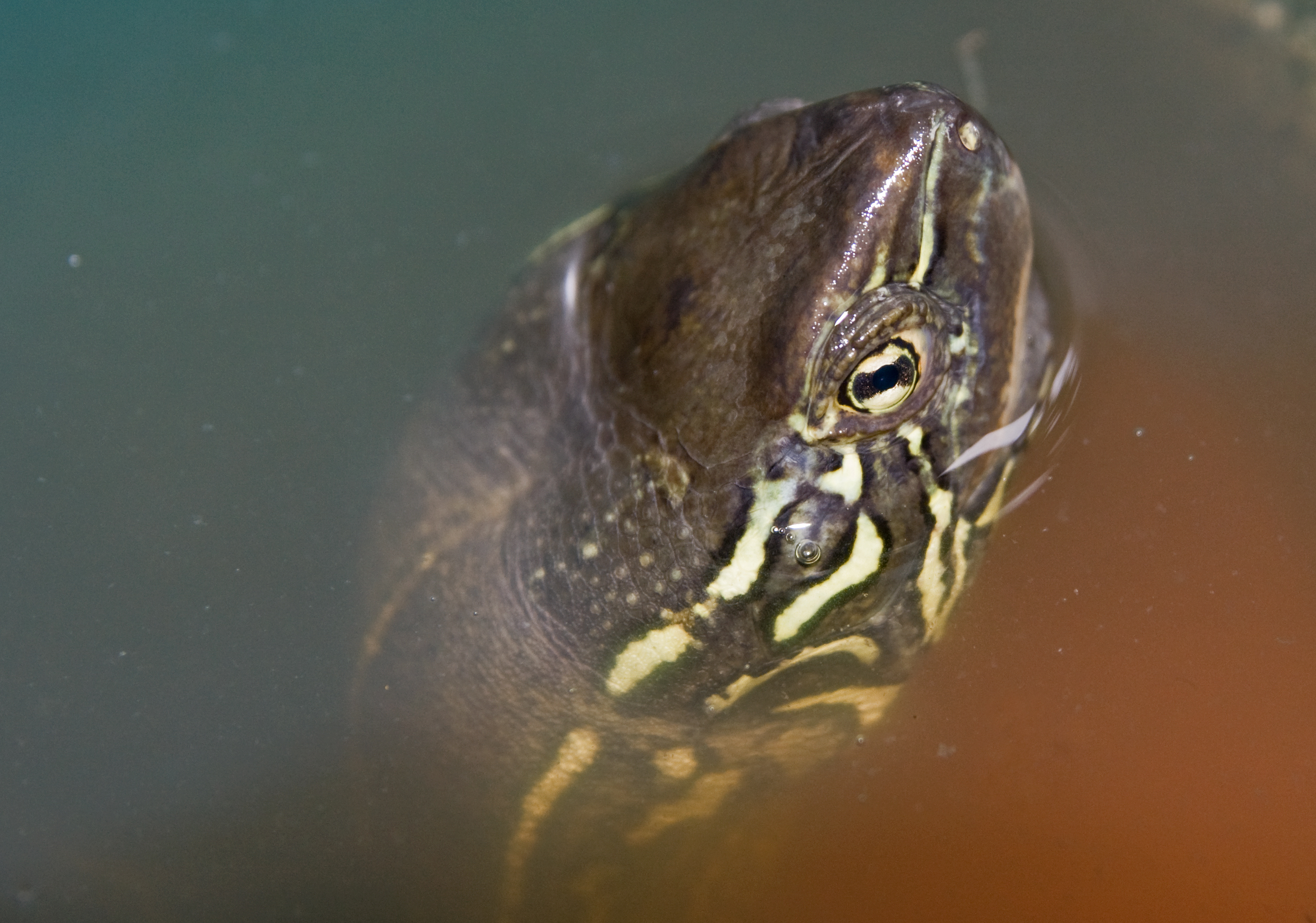
頭部
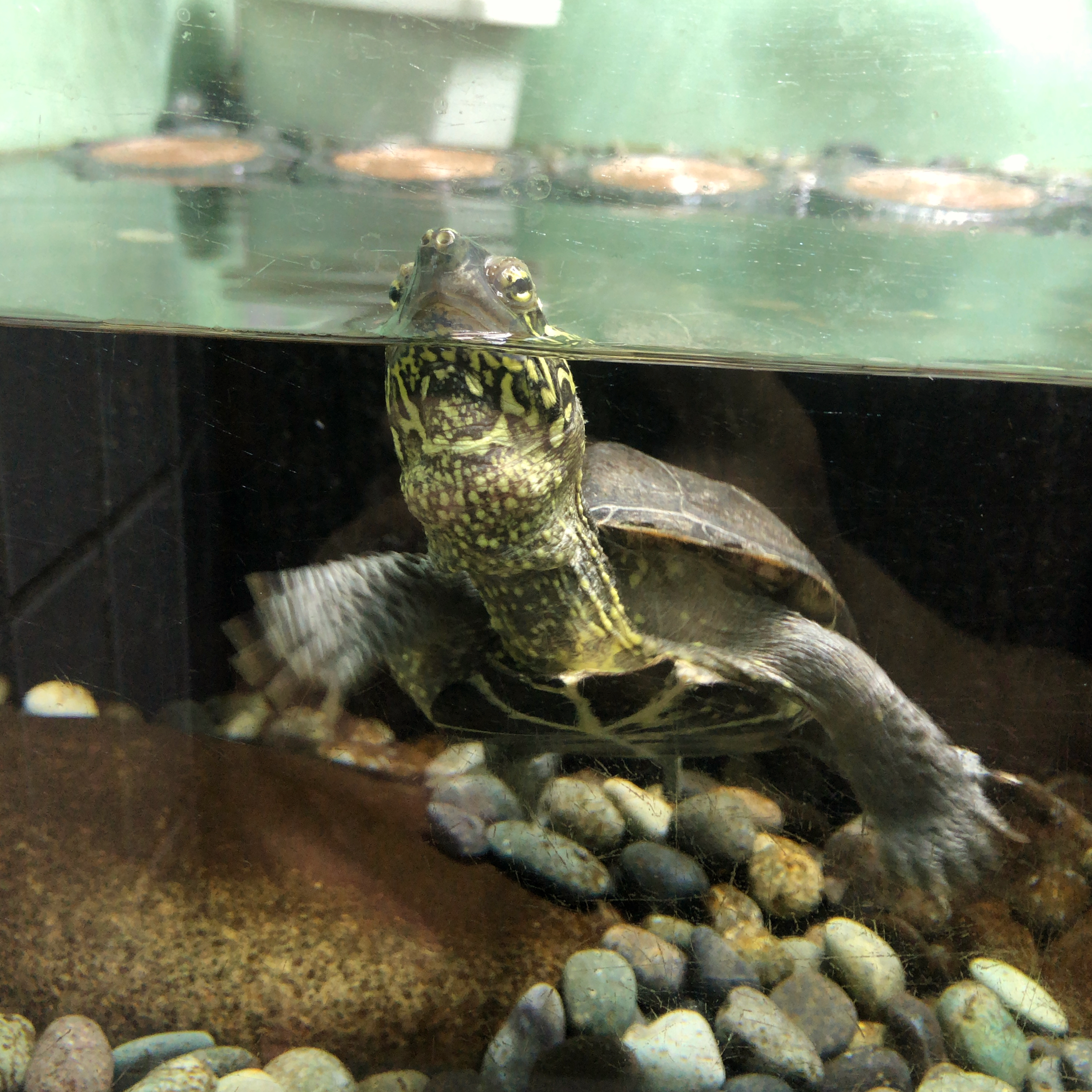
水面で呼吸する様子
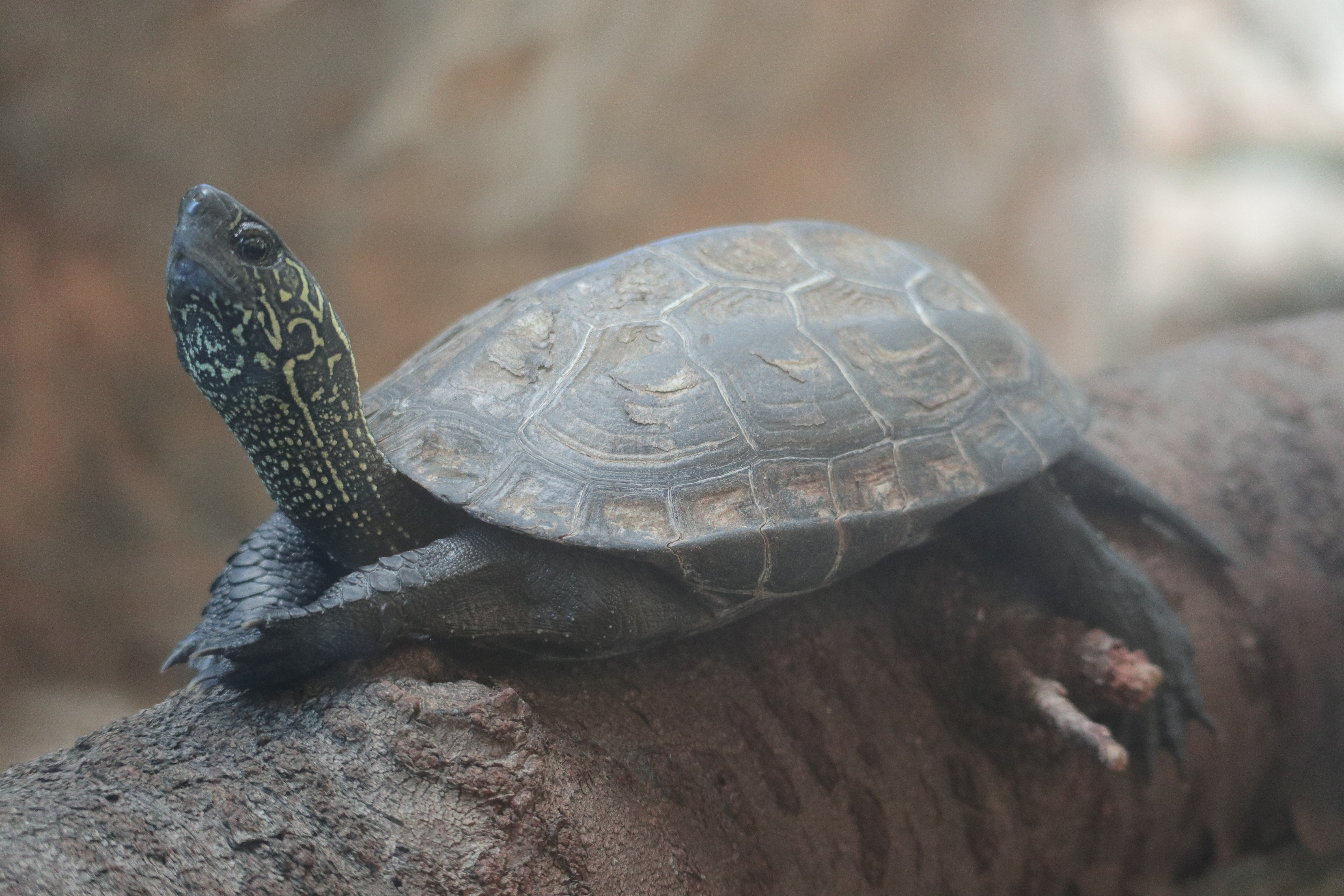
飼育個体
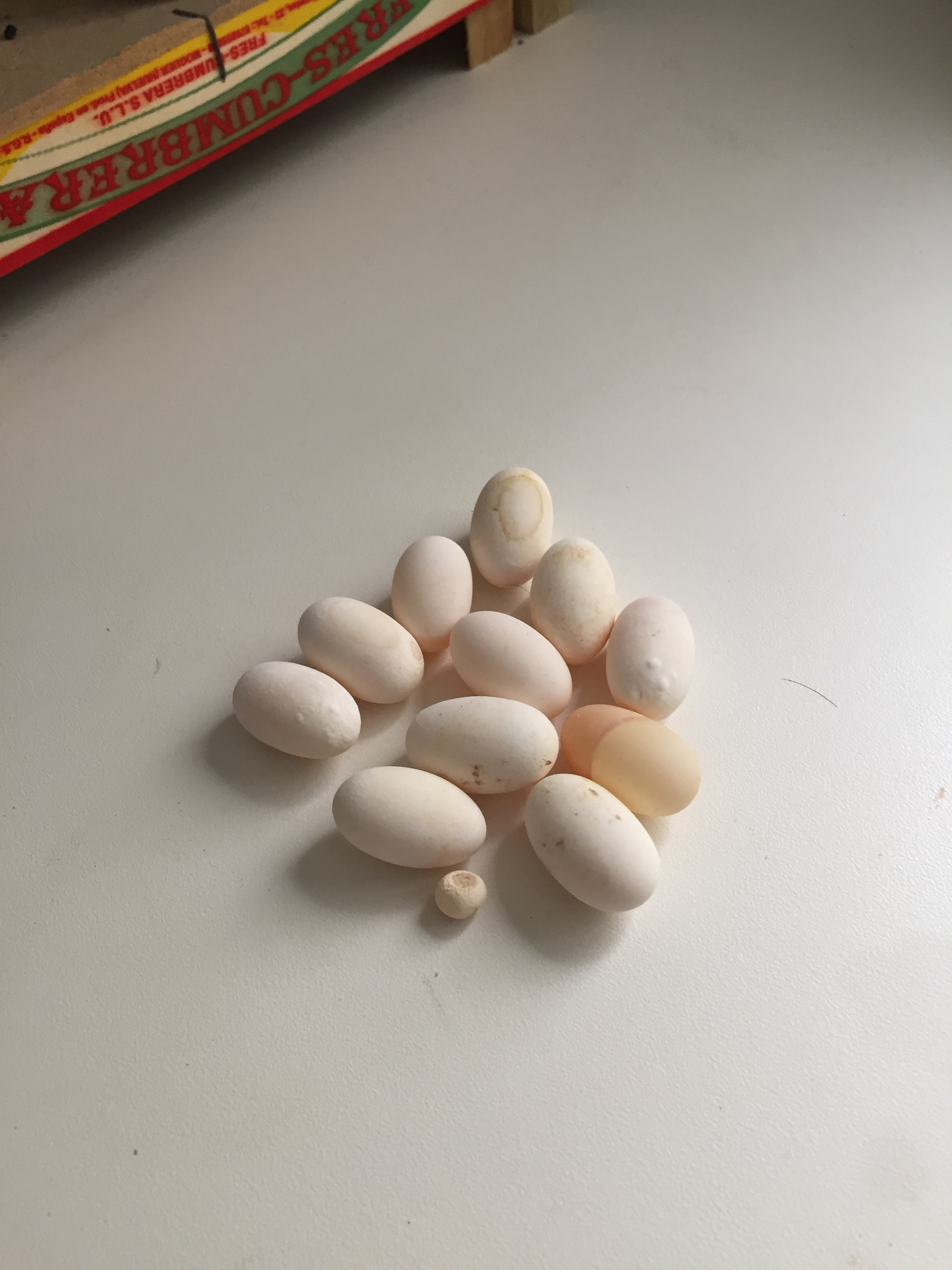
卵